# Програмируем еднопреходен транзистор
Програмируем еднопреходен транзистор (на английски: Programmable unijunction transistor) е полупроводников силов елемент от семейството на тиристорите. Съдържа три извода: анод (A), катод (K) и гейт (G). Управлението е чрез PN преход, подобно на тиристора. Програмируемият еднопреходен транзистор може да се програмира с помощта на два външни резистора. Основните приложения на програмируемите транзистори са релаксационни осцилатори, тиристорни управления, импулсни вериги и таймери.
- Волт-амперна характеристика
- Условно означение